# Банг, Петер Георг
Петер Георг Банг (дат. Peter Georg Bang, 7 октября 1797, Копенгаген — 2 апреля 1861) — датский юрист и государственный деятель.

## Биография
Петр Георг Банг изучал юриспруденцию в Копенгагене, затем в 1830 году был назначен экстраординарным, а в 1834 году — ординарным профессором юридического факультета Копенгагенского университета. В 1836 году он стал директором Национального банка.
С 1834 года, когда к участию в делах управления впервые были призваны сословные представители, имя Банга тесно связывается с политической историей Дании. Он долго был депутатом от одного из столичных округов (в 1834—1846 годах) и в 1846 году был назначен королевским комиссаром в Роскильдском сейме, потом был членом конституционного собрания для выработки конституции.
16 ноября 1848 года Петр Георг Банг получил портфель министра внутренних дел, но уже 21 сентября 1849 года вышел в отставку. После этого он был директором государственных имуществ, с а 1851 года временно исполнял должность министра исповеданий, а 27 января 1852 года снова принял портфель министра внутренних дел, оставаясь на этом посту до 21 апреля 1853 года.
12 декабря 1854 года Банг стал во главе кабинета, которому 2 октября 1855 года удалось провести закон о введении конституции для всех частей государства. Министр вышел в отставку 18 октября 1856 года.
Главнейшие сочинения Банга: «Lärebog i de til den Romerske private Ret henbörende Discipliner» (2 т., Копенгаген, 1833—1835) и «Systematisk Fremstilling af den danske Procesmaade» (с Ларзеном, 5 т., Копенгаген, 1841—1843). Кроме того, ему принадлежит несколько ценных монографий, в особенности по вопросам датского гражданского права, и немало политических и финансовых трактатов.
Похоронен на кладбище Ассистенс в Копенгагене.